# Galium elbursense
Galium elbursense là một loài thực vật có hoa trong họ Thiến thảo. Loài này được Bornm. & Gauba mô tả khoa học đầu tiên năm 1940.